# St. Laurentius (Dorlisheim)

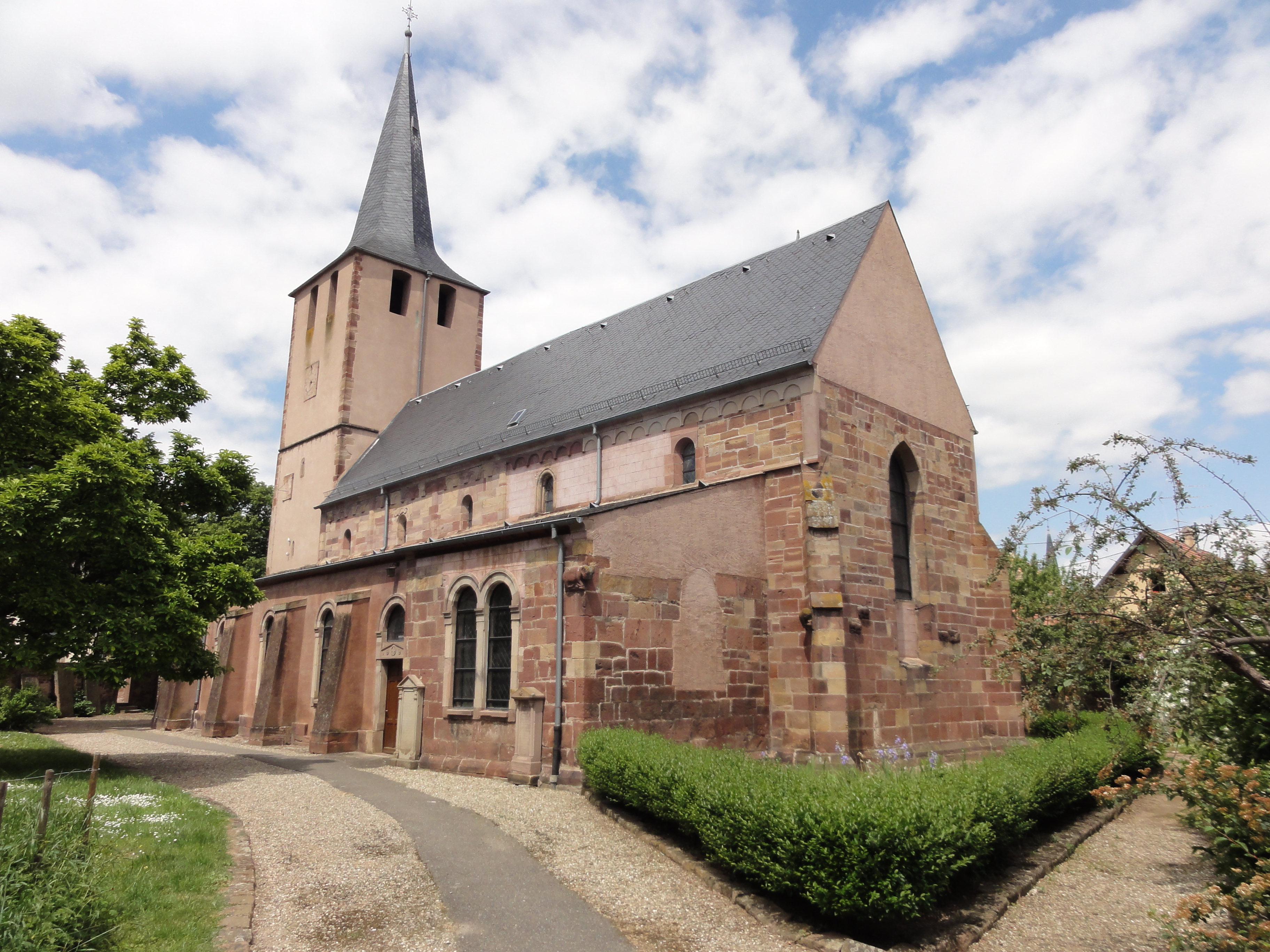
St. Laurentius in Dorlisheim

St. Laurentius (französisch Église protestante Saint-Laurent) ist die evangelisch-lutherische Pfarrkirche von Dorlisheim im französischen Département Bas-Rhin im Elsass.

## Geschichte
Die dem Laurentius von Rom gewidmete Kirche geht auf eine Gründung der Grafen von Egisheim zurück, aus deren Familie Papst Leo IX. hervorging und die sie dem 1049 gegründeten Kloster Altdorf stifteten. Im Zuge der Reformation wurde Dorlisheim 1523 protestantisch, ab 1549 wirkte der Reformator Pantaleon Blasius als Pfarrer an der Kirche. Nach dem Reunionskrieg (1683–1684) diente die Kirche bis 1889 (Inschrift am Chorbogen), als der Ort eine eigene katholische Pfarrkirche erhielt, als Simultankirche beider Konfessionen. Seither gehört sie der Protestantischen Kirche Augsburgischen Bekenntnisses von Elsass und Lothringen an.

## Architektur

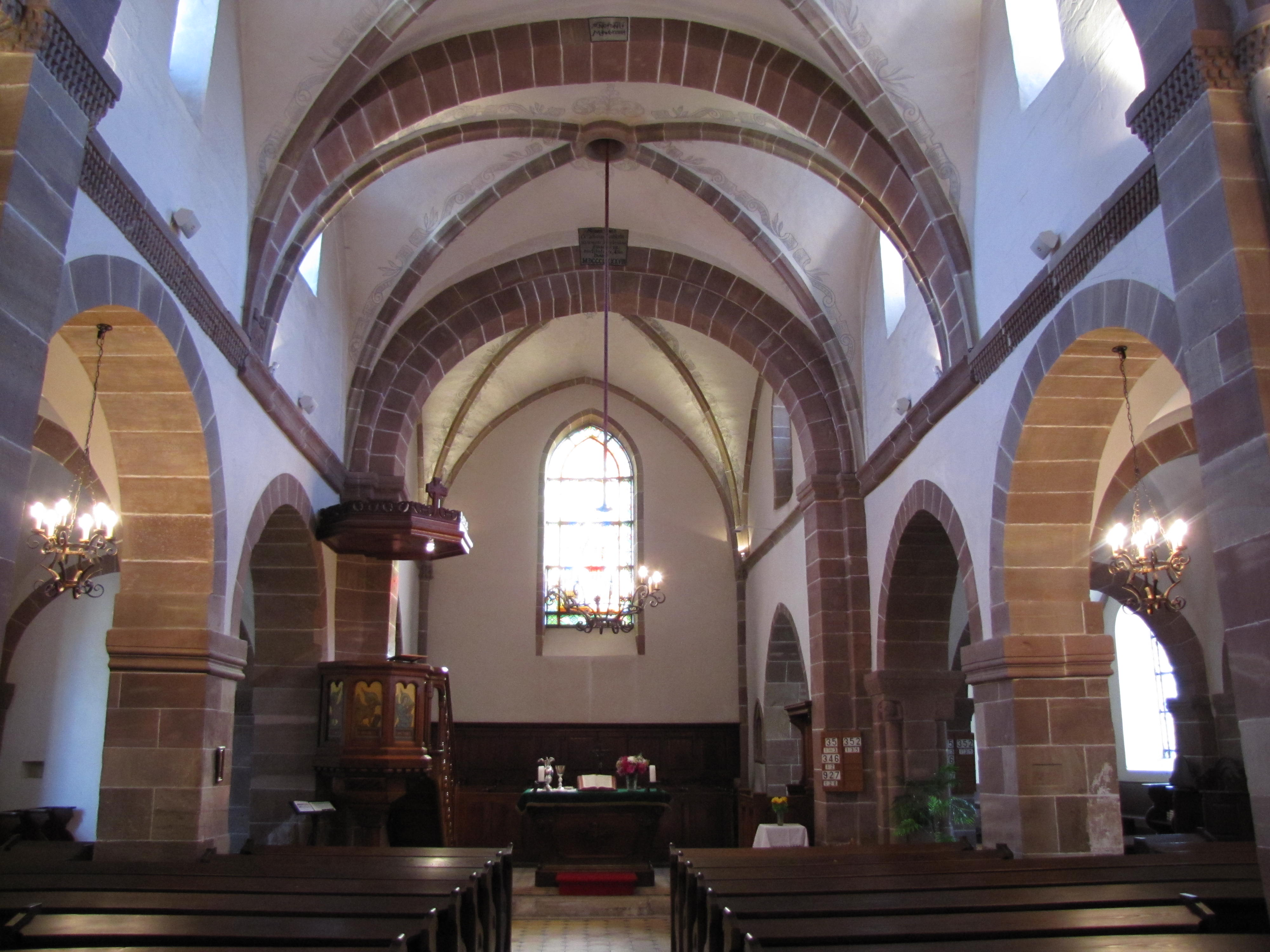
Innenraum

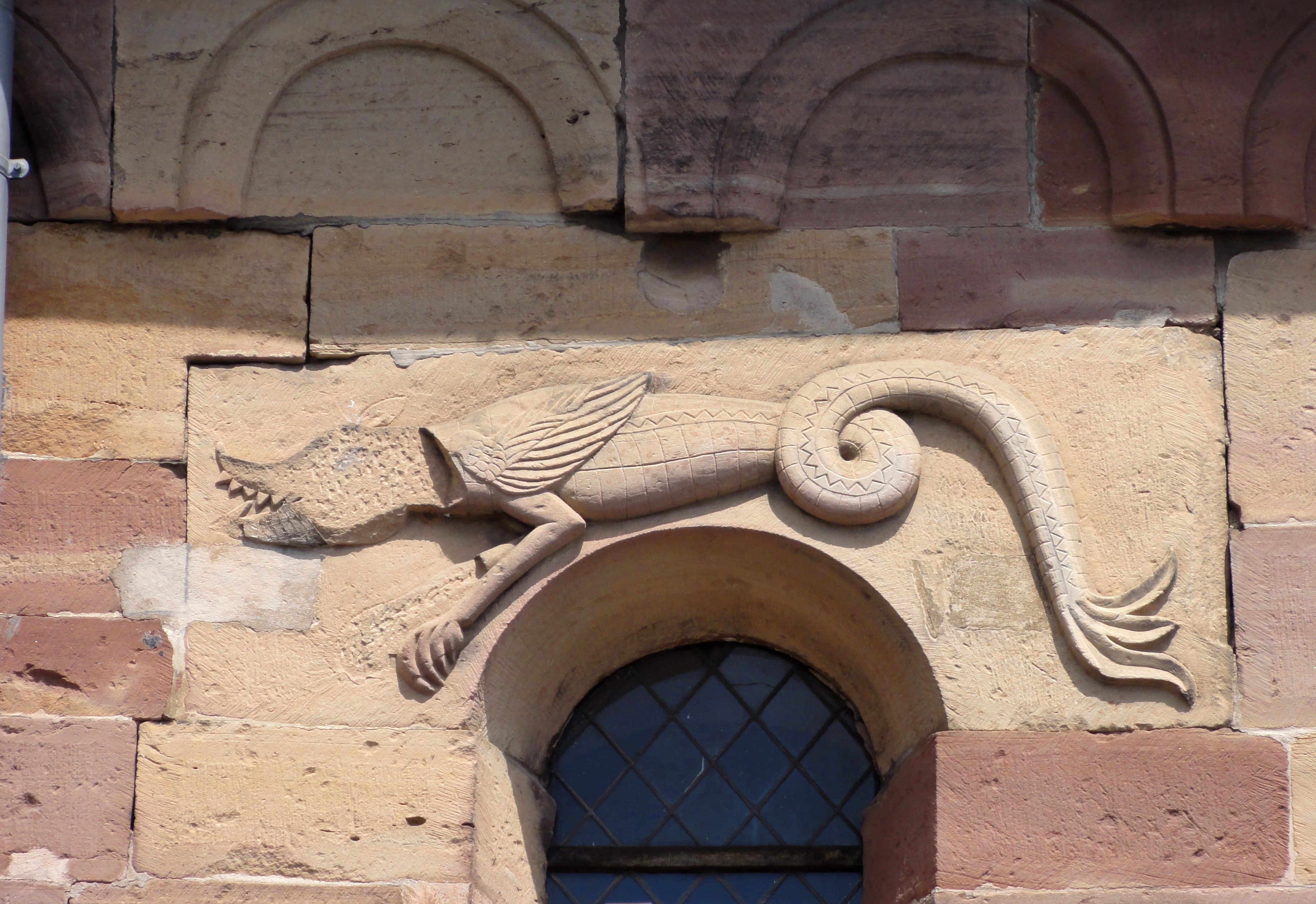
Drachenrelief

Die Laurentiuskirche ist eine in verschiedenen Zeitabschnitten errichtete romanische Basilika, deren komplexe Baugeschichte Rudolf Kautzsch analysiert hat. Demzufolge war der Kirchenbau im 2. Viertel des 12. Jahrhunderts zunächst mit dem quadratischen Chorbau begonnen worden, dessen oberer Mauerbereich aber bereits durch eine spätere gotische Umgestaltung gestört wurde. In gleicher Weise wurden die zu vermutenden Nebenchöre zu diesem Zeitpunkt zu rechteckigen Anräumen ausgebaut. Im nächsten Bauabschnitt entstand der Sockelbereich des nördlichen Seitenschiffs, dessen Lisenenansätze auf eine geplante fünfjochige Anlage des Langhauses schließen lassen. Beim weiteren Ausbau entstanden zunächst die Pfeiler und Bögen des östlichen Doppeljochs, das auf die Planung einer flachgedeckten Pfeilerbasilika von nun vier Jochen hindeutet. Als nächster Bauabschnitt folgte dann der Westteil des Langhauses, wobei der Entschluss zur Einwölbung über kräftigen Wandvorlagen mit beigestellten Gewölbediensten fiel. Erst anschließend wurde der östliche Langhausabschnitt zur Wölbung vorbereitet, die entsprechend nicht durch Wandvorlagen vorbereitet ist. Während aber die Seitenschiffe eine durchgehende Kreuzgratwölbung erhielten, blieben die Gewölbe des Hochschiffs und des Chores zunächst unausgeführt, um erst in einer späteren Bauphase im 14. Jahrhundert eingefügt zu werden. Dieser Ausbaustufe gehört auch der gotische Westturm mit seiner offenen Vorhalle und dem achtteiligen Spitzhelm an. Spätere Veränderungen betreffen vor allem die mit barocken Fensteröffnungen versehenen Seitenschiffe.
Am Außenbau der Kirche finden sich zahlreiche Relieffiguren verteilt, die aber nicht mehr im ursprünglichen Zusammenhang stehen. Dazu gehören ein Drache, ein Widder und ein geflügelter Markuslöwe. An der Chorfassade ist ein Jäger mit Horn und mehreren gejagten Tieren angebracht. Über dem mit Tauband und Wellenranke geschmückten Gewände des Westportals greifen zwei Drachen einen Männerkopf an. Im Innern zeigt einer der Gewölbeanfänger einen Geistlichen mit Assistenten, an einem der Pfeiler ist ein bärtiger Kopf angebracht.

## Ausstattung
Die Laurentiuskirche besitzt im Wesentlichen die historische Ausstattung aus protestantischer Zeit mit Emporen in den Seitenschiffen, Kanzel und Altar.

### Orgel

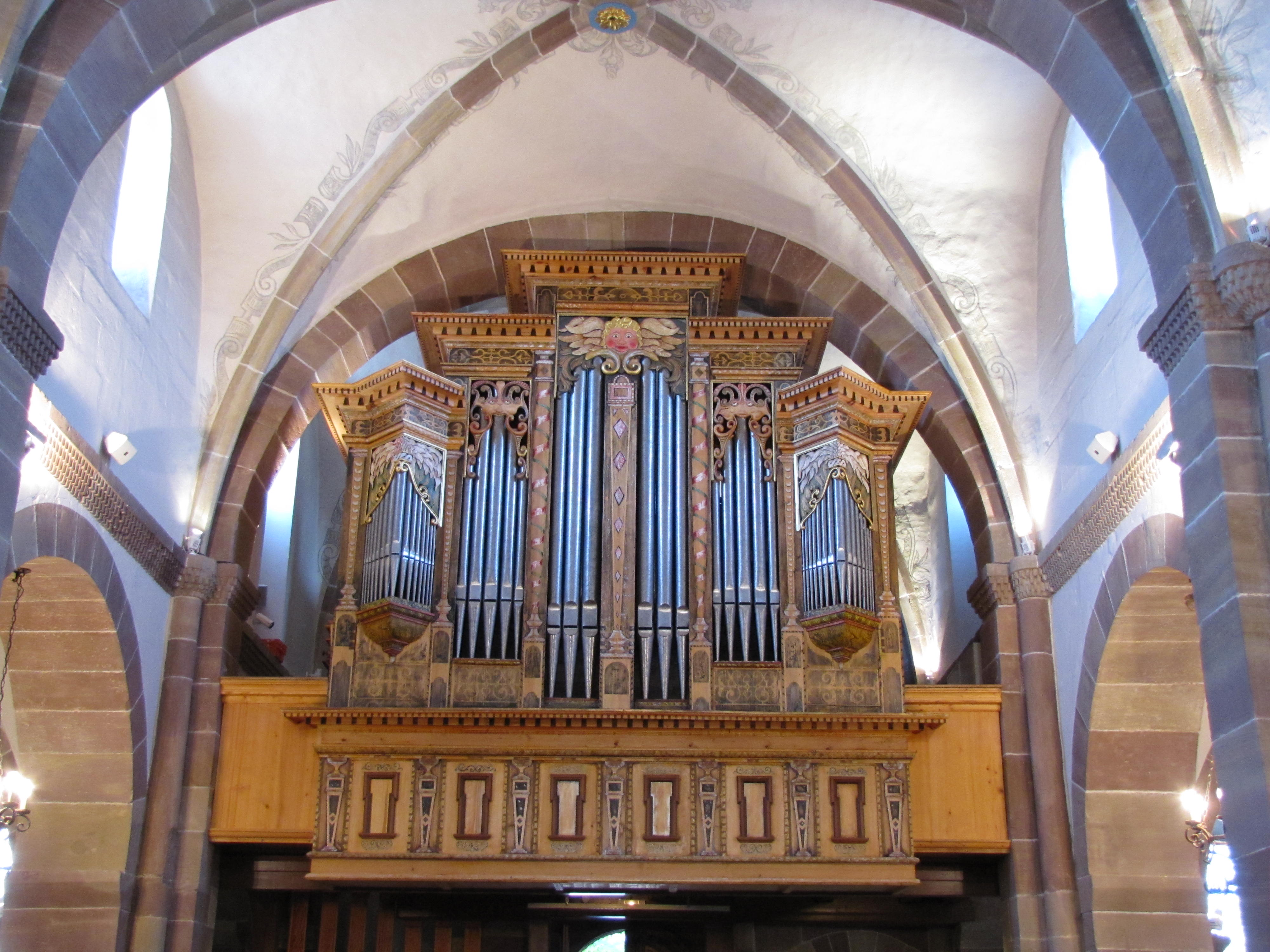
Orgel

Im Revolutionsjahr 1789 wurde eine Orgel unbekannter Provenienz von Jean-Nicolas Toussaint (1744–1803) in der Laurentiuskirche aufgestellt. Nach ihrem Umbau 1854 durch Adam Blum wies diese folgende Disposition auf:
| Grand-Orgue |                |        |
| 1.          | Montre         | 8′     |
| 2.          | Bourdon        | 8′     |
| 3.          | Prestant       | 4′     |
| 4.          | Flûte          | 4′     |
| 5.          | Nasard         | 2 ⁄3′  |
| 6.          | Doublette      | 2′     |
| 7.          | Tierce         | 1 3⁄5′ |
| 8.          | Cornet V       |        |
| 9.          | Fourniture III |        |
|             | Tremblant      |        |

| Pédale |           |    |
| 10.    | Flûte     | 8′ |
| 11.    | Principal | 4′ |
| 12.    | Trompette | 8′ |

Ein weiterer Umbau erfolgte 1875 durch Charles Wetzel, der den Tierze zu Salcional 4′ und den Nazard im Positiv zu Flöte 4′ setzte.
Im Jahre 1899 wurde dieses Instrument durch einen Neubau (Opus 856) der Firma Eberhard Friedrich Walcker in Ludwigsburg ersetzt:
| Grand-Orgue C–f3 |            |        |
| 1.               | Bourdon    | 16′    |
| 2.               | Principal  | 08′    |
| 3.               | Floete     | 08′    |
| 4.               | Gambe      | 08′    |
| 5.               | Octav      | 04′    |
| 6.               | Mixture IV | 02 ⁄3′ |

| Récit C–f3 |                  |    |
| 07.        | Geigenprincipal  | 8′ |
| 08.        | Lieblich gedeckt | 8′ |
| 09.        | Salicional       | 8′ |
| 10.        | Voix céleste     | 8′ |
| 11.        | Aeoline          | 8′ |
| 12.        | Flauto dolce     | 4′ |

| Pédale C–d1 |             |     |
| 13.         | Violon-bass | 16′ |
| 14.         | Subbass     | 16′ |
| 15.         | Violoncello | 08′ |

- Koppeln: II/I, I/P, II/P

2005 wurde die Walcker-Orgel zugunsten eines Neubaus mit einem Renaissance-Prospekt durch Rémy Mahler in Pfaffenhoffen abgebaut:
| Grand-Orgue C–g3 |                  |    |
| 01.              | Principal        | 8′ |
| 02.              | Floeth           | 8′ |
| 03.              | Gross gedackt    | 8′ |
| 04.              | Viola di gamba   | 8′ |
| 05.              | Travers          | 8′ |
| 06.              | Octav            | 4′ |
| 07.              | Travers          | 4′ |
| 08.              | Quint            | 3′ |
| 09.              | Octav            | 2′ |
| 10.              | Sechquialtera II |    |
| 11.              | Hoernlein III    |    |
| 12.              | Cimbeln III      |    |
| 13.              | Mixtur III       |    |

| Positif intérieur C–g3 |               |
| 14.                    | Violon 8′     |
| 15.                    | Floethen 8′   |
| 16.                    | Solicional 8′ |
| 17.                    | Solicet 4′    |

| Pédale C–f1 |                      |     |
| 18.         | Subbass              | 16′ |
| 19.         | Violonbass           | 08′ |
|             | Floetenbass (aus HW) | 08′ |
|             | Solic-bass (aus HW)  | 08′ |
|             | Violon Solo (aus HW) | 04′ |
| 20.         | Posaune              | 16′ |

- Koppeln: I/P